# Subotci
Subotci (in ucraino Суботці?) è un centro abitato situato nel distretto di Kropyvnyc'kyj, nell'oblast' di Kirovohrad, nell'Ucraina centrale. Ospita la comunità territoriale (hromada) rurale omonima.